# 4-Nitrobiphenyl
4-Nitrobiphenyl ist eine aromatische Nitroverbindung mit einer Biphenyl-Grundstruktur.

## Darstellung
Die Herstellung von 4-Nitrobiphenyl 2 wurde erstmals 1874 von Gustav Schultz beschrieben. Die Verbindung erhält man durch Nitrierung von Biphenyl 1, wobei Hans Hübner zeigen konnte, dass als Nebenprodukt 2-Nitrobiphenyl 3 entsteht:
Alternativ ist 4-Nitrobiphenyl über eine Palladium-katalysierte Negishi-Reaktion zugänglich. Zunächst wird Brombenzol 1 mit Lithium in Diethylether zu Phenyllithium 2  umgesetzt. Umsetzung von Phenyllithium mit einer Lösung von Zinkchlorid in THF ergibt Phenylzinkchlorid 3. Dieses wird mit 4-Nitroiodbenzol 4 und einem Pd-Katalysator, hergestellt durch Reaktion von Bis(triphenylphosphin)palladiumchlorid Pd(PPh3)2Cl2 mit Diisobutylaluminiumhydrid, zu 4-Nitrobiphenyl 5 umgesetzt:

## Verwendung
Durch Reduktion der Nitroverbindung erhält man 4-Aminobiphenyl, das als Zwischenprodukt bei der Synthese von Farbstoffen oder Kautschuk-Antioxidantien verwendet wurde.

## Eigenschaften
Im Tierversuch wurde unter anderem 4-Aminobiphenyl als Metabolit des 4-Nitrobiphenyl nachgewiesen. Ebenso wurde in vitro in Gegenwart von Rattenleberenzymen eine schnelle Reduktion von 4-Nitrobiphenyl zum 4-Aminobiphenyl festgestellt. 4-Aminobiphenyl wirkt beim Menschen nachweislich kanzerogen, so dass eine kanzerogene Wirkung von 4-Nitrobiphenyl auch beim Menschen vermutet wird. 4-Nitrobiphenyl ist in der REACH-Verordnung (EG) Nr. 1907/2006 Anhang XVII gelistet und darf demzufolge weder als Stoff noch in Gemischen in Konzentrationen von > 0,1 Gew.-% in Verkehr gebracht oder verwendet werden.